# Danh sách đơn vị hành chính Cam Túc

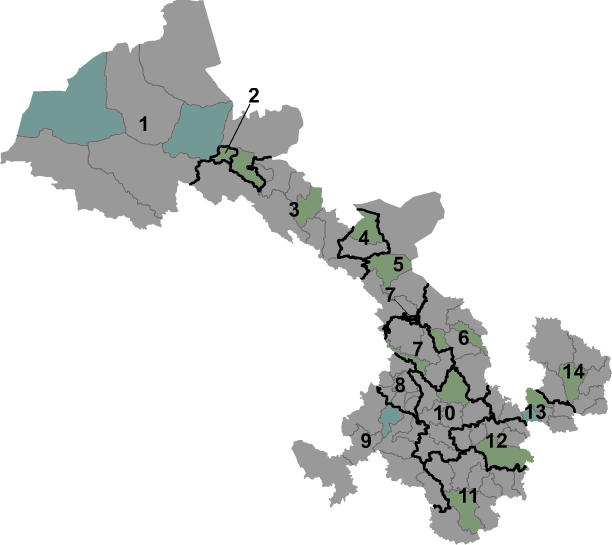
Bản đồ hành chính tỉnh Cam Túc

Tỉnh Cam Túc, Trung Quốc được chia ra thành các đơn vị hành chính sau:
- 14 đơn vị cấp địa khu
  - 12 địa cấp thị
  - 2 châu tự trị
- 86 đơn vị cấp huyện
  - 4 huyện cấp thị
  - 58 huyện
  - 7 huyện tự trị
  - 17 khu (quận)
- 1348 đơn vị cấp hương
  - 457 trấn/ thị trấn
  - 740 hương/ xã
  - 30 hương dân tộc
  - 121 nhai đạo

Tất cả các đơn vị hành chính này được giải thích chi tiết trong bài phân cấp hành chính Trung Quốc. Danh sách sau chỉ liệt kê các đơn vị hành chính cấp địa khu và cấp huyện của Cam Túc.
| Thành phố (địa cấp thị)                             | Quận                                                                                        | Huyện, thành phố cấp huyện (huyện cấp thị) |
| --------------------------------------------------- | ------------------------------------------------------------------------------------------- | --- |
| • Lan Châu (兰州市)                                 | Thành Quan (城关区) Thất Lý Hà (七里河区) Tây Cố (西固区) An Ninh (安宁区) Hồng Cổ (红古区) | Vĩnh Đăng (永登县) Cao Lan (皋兰县) Du Trung (榆中县) |
| • Gia Dụ Quan hoặc Gia Dục Quan (嘉峪關市)          | không có                                                                                    | không có |
| • Kim Xương (金昌市)                                | Kim Xuyên (金川区)                                                                          | Vĩnh Xương (永昌县) |
| • Bạch Ngân (白银市)                                | Bạch Ngân (白银区) Bình Xuyên (平川区)                                                      | Tĩnh Viễn (靖远县) Hội Ninh (会宁县) Cảnh Thái (景泰县) |
| • Thiên Thủy (天水市)                               | Tần Châu (秦州区) Mạch Tích (麦积区)                                                        | Thanh Thủy (清水县), Tần An (秦安县) Cam Cốc (甘谷县), Vũ Sơn (武山县) huyện tự trị dân tộc Hồi Trương Gia Xuyên (张家川回族自治县) |
| • Vũ Uy (武威市)                                    | Lương Châu (凉州区)                                                                         | Dân Cần (民勤县) Cổ Lãng (古浪县) huyện tự trị dân tộc Tạng Thiên Chúc (天祝藏族自治县) |
| • Tửu Tuyền (酒泉市)                                | Túc Châu (肃州区)                                                                           | thành phố cấp huyện Ngọc Môn (玉门市), thành phố cấp huyện Đôn Hoàng (敦煌市) Kim Tháp (金塔县), Qua Châu (瓜州县) huyện tự trị dân tộc Mông Cổ Túc Bắc (肃北蒙古族自治县) huyện tự trị dân tộc Kazakh Aksay (阿克塞哈萨克族自治县)                                                |
| • Trương Dịch (张掖市)                              | Cam Châu (甘州区)                                                                           | Dân Nhạc (民乐县), Lâm Trạch (临泽县) Cao Đài (高台县), Sơn Đan (山丹县) huyện tự trị dân tộc Yughur Túc Nam (肃南裕固族自治县) |
| • Khánh Dương (庆阳市)                              | Tây Phong (西峰区)                                                                          | Khánh Thành (庆城县), Hoàn\|Hoàn huyện (环县), Hoa Trì (华池县) Hợp Thủy (合水县), Chính Ninh (正宁县) Ninh huyện (宁县), Trấn Nguyên (镇原县) |
| • Bình Lương (平凉市)                               | Không Đồng (崆峒区)                                                                         | Kính Xuyên (泾川县), Linh Đài (灵台县) Sùng Tín (崇信县), Hoa Đình (华亭县) Trang Lãng (庄浪县), Tĩnh Ninh (静宁县) |
| • Định Tây (定西市)                                 | An Định (安定区)                                                                            | Thông Vị (通渭县), Lâm Thao (临洮县) Chương huyện (漳县), Dân huyện (岷县) Vị Nguyên (渭源县), Lũng Tây (陇西县) |
| • Lũng Nam (陇南市)                                 | Vũ Đô (武都区)                                                                              | Thành huyện (成县), Đãng Xương (宕昌县), Khang huyện (康县) Văn huyện (文县), Tây Hòa (西和县), Lễ huyện (礼县) Lưỡng Đương (两当县), Huy huyện (徽县) |
| • châu tự trị đân tộc Hồi Lâm Hạ (临夏回族自治州)   | • châu tự trị đân tộc Hồi Lâm Hạ (临夏回族自治州)                                           | thành phố cấp huyện Lâm Hạ (临夏市) Lâm Hạ (临夏县), Khang Nhạc (康乐县), Vĩnh Tĩnh (永靖县) Quảng Hà (广河县), Hòa Chính (和政县) huyện tự trị dân tộc Đông Hương (东乡族自治县) huyện tự trị dân tộc Bảo An, Đông Hương, Tát Lạp Tích Thạch Sơn (积石山保安族东乡族撒拉族自治县) |
| • châu tự trị dân tộc Tạng Cam Nam (甘南藏族自治州) | • châu tự trị dân tộc Tạng Cam Nam (甘南藏族自治州)                                         | thành phố cấp huyện Hợp Tác (合作市) Lâm Đàm (临潭县), Trác Ni (卓尼县), Chu Khúc (舟曲县) Điệt Bộ (迭部县), Mã Khúc (玛曲县) Lục Khúc (碌曲县), Hạ Hà (夏河县) |